# Ágasegyháza
Ágasegyháza je selo u središnjoj Mađarskoj.
Zauzima površinu od 55,87 km četvornih.

## Zemljopisni položaj
Nalazi se u regiji Južni Alföld, na 46°50' sjeverne zemljopisne širine i 19°27' istočne zemljopisne dužine.

## Upravna organizacija
Upravno pripada kečkemetskoj mikroregiji u Bačko-kiškunskoj županiji. Poštanski broj je 6076.
Do 1952. se zvala Ágasháza. Iste godine je izdvojena iz sastava grada Kečkemeta i postala je samostalnim selom.

## Promet
Kroz ovo selo prolazi željeznička prometnica Fülöpszállás – Kečkemet. U selu je željeznička postaja.

## Stanovništvo
U Ágasegyházi živi 1.920 stanovnika (2001.). Mađari su većina. Nijemaca je 0,7%, Hrvata je 0,2%, Rumunja je 0,2% te ostalih. Rimokatolika je preko 77%, kalvinista je više od 15%, grkokatolika blizu 1%, luterana 0,2% te ostalih.

## Vanjske poveznice
- (mađ.) Ágasegyháza a Vendégvárón  Arhivirana inačica izvorne stranice od 20. srpnja 2006. (Wayback Machine)
- (mađ.) Ágasegyháza bemutatása  Arhivirana inačica izvorne stranice od 6. travnja 2005. (Wayback Machine)